# Heliodoor
Heliodoor is een licht geelgroene beril. De naam is Grieks voor geschenk van de zon (helios = zon; doron = geschenk).

## Geschiedenis
Deze berilvariëteit werd pas in 1910 in Namibië ontdekt. Vanwege de zachte tinten is het altijd een geliefde edelsteen geweest.

## Ontstaan
Pegmatieten.

## Voorkomen
Voor het eerst gevonden in Namibië, in de omgeving van Otavi en Rossing. Heliodoor uit Namibië bevat geringe bijmengingen van uraan en is licht radioactief. De stenen komen ook voor in op het eiland Madagaskar, in de pegmatieten van Miami, Bikita en Salisbury. Brazilië is tegenwoordig een zeer belangrijke producent van heliodoor. Waarschijnlijk het fraaist en het grootst zijn de heliodoren uit de pegmatieten uit het gebied van Schitomir in Oekraïne. De grootste geelgroene heliodoor was 35 x 15 cm. Ook in de Oeral (Mursinka) zijn heliodoren gevonden, net als in het Transbaikalgebied en in Zweden (Varuträsk).
In museumcollecties bevinden zich over het algemeen geslepen stenen, met een gewicht van meer dan 100 karaat. Het Smithsonian Institution in Washington bezit een geslepen gele beril met een gewicht van 133,5 karaat en een kattenoogheliodoor uit Madagaskar van 43,5 karaat. In het British Museum in Londen bevindt zich een geslepen gele heliodoor met een gewicht van 82,25 karaat en een kristal uit Madagaskar met een lengte van 27 cm en een gewicht van 4 kg. Het Royal Ontario Museum in Toronto heeft een gele geslepen steen van 78,8 karaat uit Brazilië.

## Bewerking
Facetslijpsel, cabochons, gesneden stenen.

## Imitaties
Synthetische spinel, fianiet, YAG, glas.

## Determinatie
Hardheid, soortelijk gewicht, optisch.

## Aanbeveling
Als er geen insluitsels zijn kan men heliodoor zonder problemen reinigen.

## Verzorging
Als bij de smaragd.